# Gizilbunda
Gizilbunda war ein eisenzeitliches Königreich in Persien, das nach Angaben von Sargon II. ein Land der fernen Berge ist, zwischen dem Land der Meder und der Mannäer.
Reade lokalisiert es im Elburs-Gebirge, an der Westküste des kaspischen Meeres, das die Annalisten von Šamši-Adad V. fälschlicherweise mit der „See des Sonnenuntergangs“, dem Mittelmeer identifizierten. Es könnte sich dabei aber auch um den Urmiasee handeln.
Feldzüge gegen Gizilbunda sind unter Šamši-Adad V. (3. Feldzug, 819 v. Chr.), Adad-nīrārī III. (802?) und Sargon II. belegt.